# Dieter Neitzert
Dieter Neitzert (* 1932) ist ein deutscher Historiker und emeritierter Hochschullehrer.

## Leben
Dieter Neitzert studierte in der Nachkriegszeit an der Georg-August-Universität Göttingen und lebte ab 1959 im Historischen Colloquium, einem selbstverwalteten Wohnheim. Nach langer Tätigkeit in der Lehrerausbildung an der Pädagogischen Hochschule Göttingen wurde er 1991 mit seiner Dissertation Die Stadt Göttingen führt eine Fehde 1485/86. Untersuchung zu einer Sozial- und Wirtschaftsgeschichte von Stadt und Umland bei Ernst Schubert zum Dr. phil. promoviert. Neitzert wirkte noch bis Ende der 1990er Jahre hier als Hochschullehrer.
Gemeinsam mit der Historikerin Frauke Geyken, Günther Beer, dem Archivar und Museumsleiter Ernst Böhme, Arne Butt, dem Geographen Dietrich Denecke und der Archivarin Helga-Maria Kühn zählte Neitzert zum Redaktionsausschuss der vom Geschichtsverein für Göttingen und Umgebung herausgegebenen Zeitschrift Göttinger Jahrbuch.

## Schriften (Auswahl)
- Bürgerrecht und Ratsgewalt: Der Prozeß des Paul von Brakel gegen die Städte Göttingen und Frankfurt (1420–1430), 1981.
- Wilhelm Kircher aus Konstanz. Ein Jurist auf dem Basler Konzil, Sonderdruck, Vandenhoeck & Ruprecht, Göttingen 1982.
- Die Stadt Göttingen führt eine Fehde 1485/86. Untersuchung zu einer Sozial- und Wirtschaftsgeschichte von Stadt und Umland (= Veröffentlichungen des Instituts für Historische Landesforschung der Universität Göttingen, Bd. 30), zugleich Dissertation 1991 an der Universität Göttingen, Lax, Hildesheim 1991, ISBN 978-3-7848-3660-7; Inhaltsverzeichnis
- Peter Aufgebauer, Dieter Neitzert, Helga-Maria Kühn: Göttingen im Dritten Reich, Göttingen: Stadtarchiv Göttingen, 1994.
- Dieter Neitzert et al. (Hrsg.), Hartmut Boockmann (Verf.): Wege ins Mittelalter. Historische Aufsätze. Beck, München 2000, ISBN 3-406-46241-3.